# Золотистая литория
Золотистая литория, или золотистая квакша (лат. Ranoidea aurea) — вид бесхвостых земноводных из семейства квакш.

## Описание
Общая длина достигает 5,7—10,8   см. Наблюдается половой диморфизм: самки крупнее самцов. Внешне напоминает водяную жабу. Особенностью являются очень маленькие подушечки на пальцах, и тянущиеся по бокам тела продольные «валики».
Спина имеет зелёный фон, по которому разбросаны блестящие золотые пятна или наблюдается общий золотой отлив. Внутренняя сторона бёдер и голени имеют яркую зелёно-синюю окраску. От ноздрей к глазу тянется чёрная полоса, бока светло-бронзово-блестящие с тёмным сетчатым рисунком. Брюхо белого цвета. Радужная оболочка золотистого цвета. Эта лягушка может очень быстро менять цвет. Сидя в воде становится почти чёрной.

## Образ жизни
Встречается рядом с болотами, водно-болотными угодьями, дамбами, канавами, небольшими реками. Попадается в лесах. Часто греется на солнце, сидя на камнях или на опавшей листве. В поисках благоприятного места может преодолевать до 1,5 км в течение дня или ночи. Встречается на высоте до 800 м над уровнем моря.
Активна днём. Питается насекомыми, раками, улитками, лягушками, имеет сильную склонность к каннибализму. Зимой деятельность этой лягушки замедляется.
В неволе продолжительность жизни достигает 15 лет.

## Размножение
Это яйцекладущие земноводные. Самцы достигают половой зрелости в 9—12 месяцев, самки — в 2 года. Спаривание происходит в воде и длится от 10 минут до 5 дней. Самка откладывает яйца в августе и сентябре в воду в виде белых пенистых комков. За один раз откладывается до 5000 яиц. Головастики появляются через 2—5 суток. Метаморфоз длится до 11 месяцев.

## Распространение
Встречается в Австралии и на нескольких соседних островах; завезена в Новую Зеландию, Новую Каледонию и на Новые Гебриды.

## Галерея

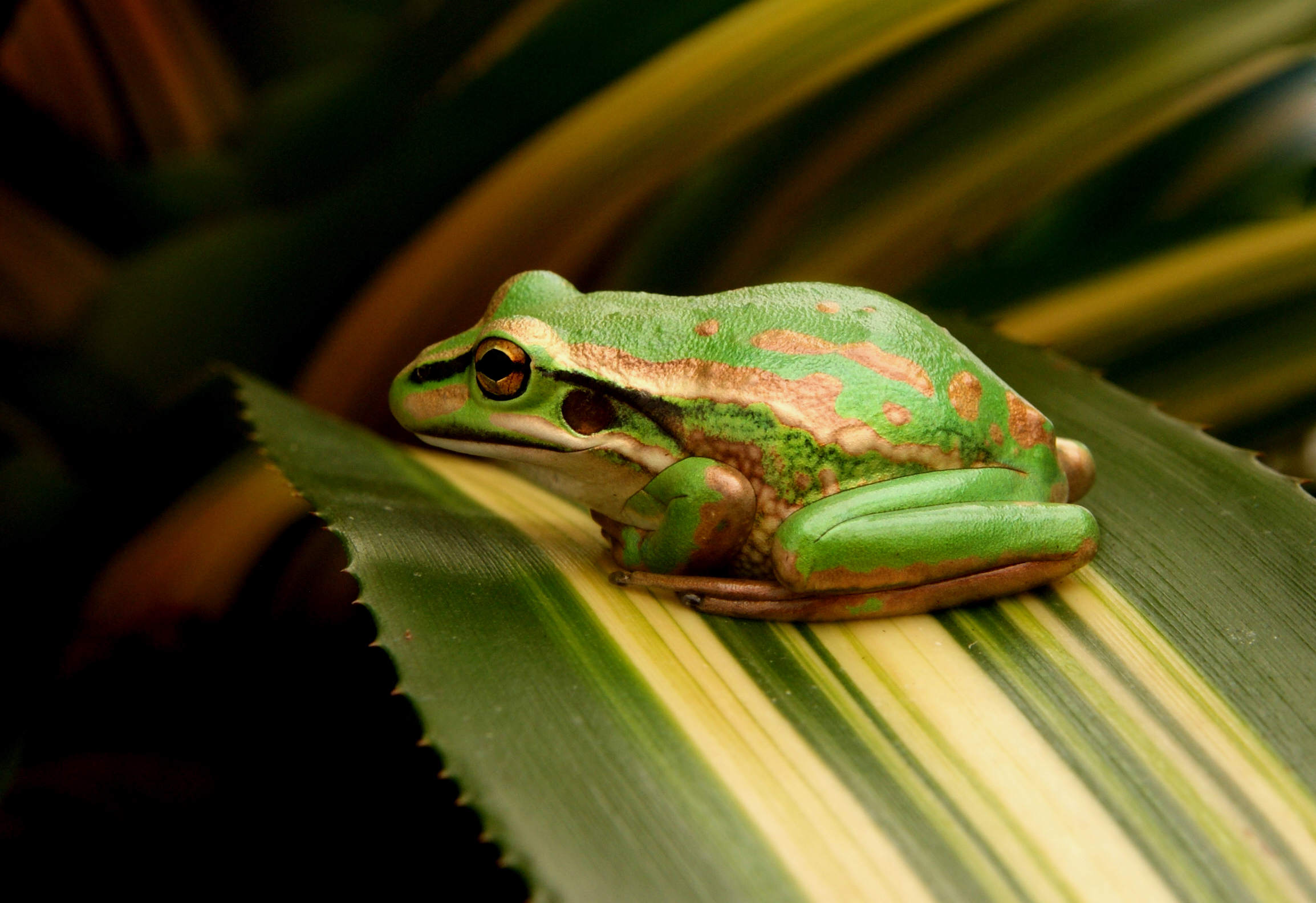
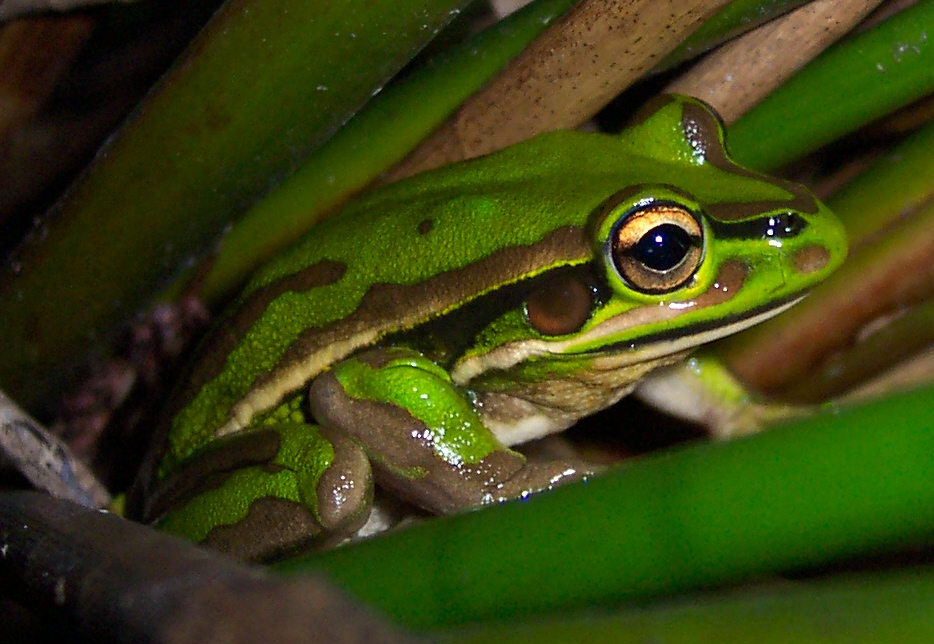
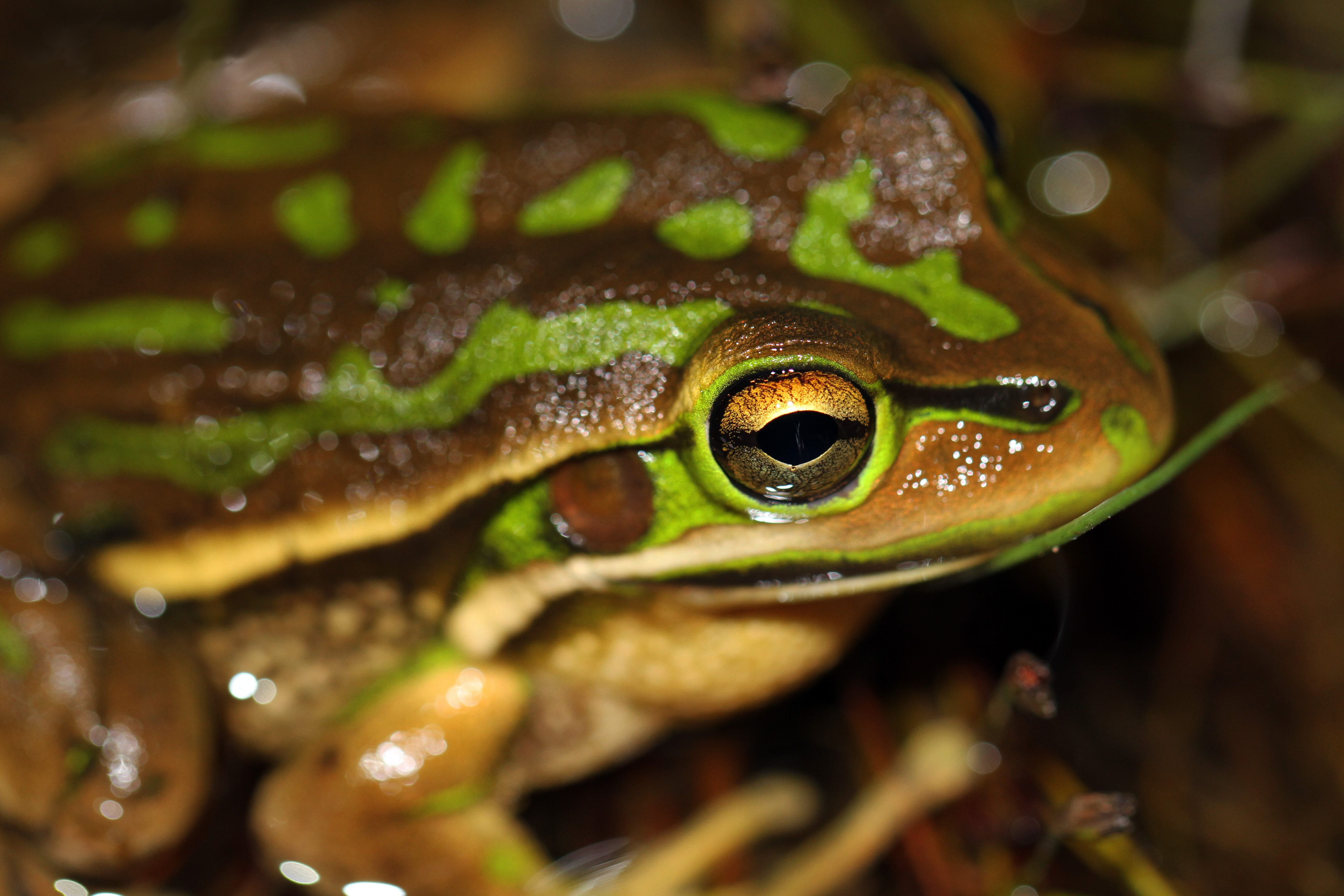